# Chalcides sexlineatus
La lisa  de La Palma o lisa variable (Chalcides sexlineatus) es una especie de lagarto de la familia Scincidae. 

## Descripción
Especie de gran variabilidad morfológica, dentro de un territorio muy restringido.

## Distribución
Endemismo canario exclusivo de la isla Gran Canaria, emparentado con las lisas de las islas occidentales del archipiélago, abundante en la mayor parte de la isla, llegando a densidades elevadas en los barrancos del sur y en las húmedas lomas del norte de la isla.
Su rango altitudinal es muy amplio, desde poblaciones costeras asociadas a vegetación de tipo termófilo, hasta las cumbres del centro de la isla, donde sobrepasa los 1850 m s. n. m.
La especie presenta un marcado dimorfismo entre las poblaciones del norte y del sur de la isla, con una zona de especímenes híbridos en el sureste de la isla. La divergencia entre ambas subespecies habría tenido lugar a partir del 2,2 millones de años, y la causa habría sido el vulcanismo reciente, que habría seccionado el hábitat de la lisa desde el NW al SE.

## Amenazas
La atractiva coloración de su piel hace que sea un animal codiciado por los coleccionistas. También es cazado por animales introducidos (ratas, gatos y serpientes).